# يونو أوب

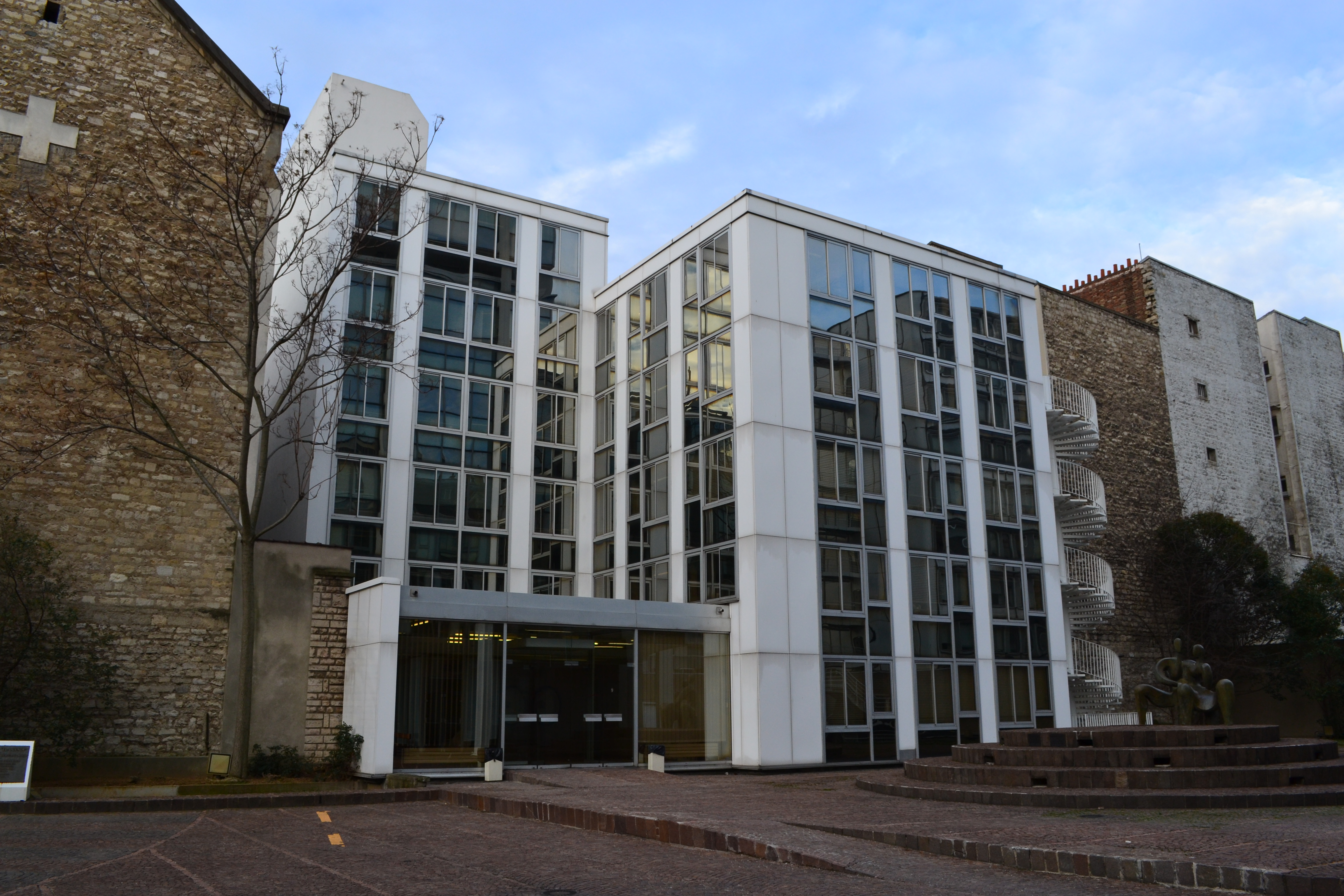
مكتب جامعة الأمم المتحدة في مبنى اليونسكو

يقوم مكتب جامعة الأمم المتحدة في اليونسكو (يونو اوب) كواجهة أكاديمية بين جامعة الأمم المتحدة ومعاهدها واليونسكو ووفودها الدائمة في باريس بفرنسا. يقوم مكتب جامعة الأمم المتحدة في اليونسكو أيضًا بتطوير الاتصالات بين الجامعة والمنظمات الدولية الأخرى التي تتخذ من باريس مقراً لها وكذلك مع الأوساط الأكاديمية الفرنسية.
الهدف من مكتب الجامعة في اليونسكو هو جعل جامعة الأمم المتحدة أصحاب المصلحة وشريكا كامل العضوية في اليونسكو النظام والبيئة دبلوماسية في باريس . يسعى المكتب إلى تعزيز التعاون القائم واستكشاف المشروعات المشتركة المحتملة في المجالات ذات الاهتمام المشترك للمنظمتين.

## روابط خارجية
- مكتب جامعة الأمم المتحدة في باريس